# Beaver River (Oberer See)
Der Beaver River ist ein Zufluss des Oberen Sees im US-Bundesstaat Minnesota.

## Verlauf
Der Beaver River entspringt südlich des Cloquet Lakes im südlichen Teil des Lake County. Er fließt anfangs nach Süden, wendet sich später nach Südosten und im Unterlauf nach Osten, bevor er nach 37,7 Kilometern bei Beaver Bay in den Oberen See mündet.
Größere Nebenflüsse sind East Branch und West Branch Beaver River. Das Einzugsgebiet des Beaver River umfasst 320,7 km². Nördlich des Beaver River verläuft der Baptism River, südlich der Splitrock River.